# 纯合子
纯合子（英語：homozygote），亦称同型合子，在遺傳學上，二倍體生物的某个基因座上擁有相同的等位基因，而基因型和基因的表現型也是完全相同和對等。例如「AA」、「OO」。